# Ramziddin Sayidov
Ramziddin Beshimovich Sayidov (ur. 14 kwietnia 1982) – uzbecki judoka. Dwukrotny olimpijczyk. Zajął piąte miejsce w Londynie 2012 i odpadł w eliminacjach w Atenach 2004. Walczył w wadze półśredniej i półciężkiej.
Piąty na mistrzostwach świata w 2010; siódmy w 2013; uczestnik zawodów w 2007, 2011 i 2015. Startował w Pucharze Świata w 2004, 2011, 2015 i 2016. Brązowy medalista igrzysk azjatyckich w 2006, 2010 i 2014. Zdobył cztery medale mistrzostw Azji w latach 2004 - 2016, a także srebrny medal na igrzyskach wojskowych i dwa brązowe na wojskowych MŚ roku.

## Letnie Igrzyska Olimpijskie 2012
| Konkurencja | Eliminacje             | Eliminacje                | Eliminacje                      | Repasaże              | Finały                 | Klas. końcowa |
| Konkurencja | Przeciwnik I           | Przeciwnik II             | 1/4                             | Przeciwnik I          | o 3 miejsce            | Miejsce       |
| ----------- | ---------------------- | ------------------------- | ------------------------------- | --------------------- | ---------------------- | ------------- |
| 100 kg      | Kyle Vashkulat (USA) Z | Oreidis Despaigne (CUB) Z | Najdangijn Tüwszinbajar (MGL) P | Elmar Qasımov (AZE) Z | Dimitri Peters (GER) P | 5.            |

## Letnie Igrzyska Olimpijskie 2004
| Konkurencja | Eliminacje                  | Klas. końcowa |
| Konkurencja | Przeciwnik I                | Miejsce       |
| ----------- | --------------------------- | ------------- |
| 81 kg       | Siarhiej Szundzikau (BLR) P | I runda       |